# Paschal Topno
Paschal Topno (ur. 15 czerwca 1932 w Torpa, zm. 6 kwietnia 2025 w Ambikapurze) – indyjski duchowny rzymskokatolicki, w latach 1994-2007 arcybiskup Bhopalu.

## Życiorys
Święcenia kapłańskie przyjął 31 lipca 1965. 28 października 1985 został prekonizowany biskupem Ambikapuru. Sakrę biskupią otrzymał 18 stycznia 1986. 20 maja 1994 został mianowany arcybiskupem Bhopalu. 15 czerwca 2007 przeszedł na emeryturę.